# Тенчинский, Збигнев
Збигнев Тенчинский, Збигнев из Тенчина (пол. Zbigniew Tęczyński; 1450 — между 11 августа и 26 сентября 1498) — польский государственный деятель, мечник великий коронный (1474—1482), стольник сандомирский (1474—1480), подстолий сандомирский (1479—1481), подкоморий краковский (1481—1498), камергер краковский (до 1481—1498), староста мальборкский (1485—1495), генеральная староста русский в 1497—1498, генеральный староста Пруссии, староста калишский (1495), асессор Львовского земского двора (1498), доверенный советник Казимира IV Ягеллона, дидич Плешева и Гостичины.

## Биография
Представитель польского дворянского рода Тенчинских герба «Топор». Сын влиятельного дворянин Яна из Тенчины, каштеляна краковского, и Барбары Лянцкоронской. Братья — Габриэль, Сендзивой (ректор Краковской академии), Николай (воевода русский), Станислав (воевода белзский), Ян и Анджей (каштелян войницкий).
В 1485 году он стал мужем Катажины Плешевской из Плешева (ум. 1488), дочери Николая Плешевского из Плешева (ум. 1469), которая передала в брак поместье Плешев.
В 1493 году он обратился к новому польскому королю Яну Ольбрахту с просьбой о привилегиях для Плешева, разрешающих проведение еженедельных рынков и двух ярмарок.
Он умер на рубеже августа и сентября 1498 года.
У Збигнева и Катажины Тенчинских было трое детей:
- Ян Тенчинский (+ 1532), подкоморий краковский и сандомирский, дворянин королевский
- Анджей Тенчинский (ок. 1480—1536), воевода люблинский, сандомирский и краковский, каштелян краковский
- Анна Тенчинская (ок. 1488—1550/1552), 1-й муж — князь Микулаш VI Рациборжский (1483—1506), 2-й муж — Ян Косцелецкий, воевода иновороцлавский (+ 1553).